# Étang d'Izourt
L'étang d'Izourt est un lac artificiel de barrage des Pyrénées françaises situé en haute vallée de Vicdessos, dans le département de l'Ariège. Le barrage a été édifié entre 1937 et 1940, et est actuellement exploité par Électricité de France.

## Géographie
Sur la commune d'Auzat, il est situé 1 652 m d'altitude dans la petite vallée du ruisseau d'Artiès qui est son émissaire.

## Accès
Au sud d'Auzat, il faut emprunter la D8 qui longe le Vicdessos pendant environ 1 km puis prendre par les lacets peu avant la confluence de la route conduisant au hameau d'Artiès qui a donné son nom au ruisseau et où passe le GR 10. La route se termine à la Cayanes d'en-bas peu après la centrale hydroélectrique de Pradières. Le GR 10 conduit au barrage.
Près du barrage se trouve un refuge non gardé avec électricité collé à la cabane du berger. Il s'agit d'un ancien bâtiment EDF pouvant accueillir au maximum une dizaine de personnes.

## Histoire
Le barrage est construit par la société Hydroélectrique. Celle-ci fit appel à de nombreux ouvriers en provenance des Alpes italiennes. Ces hommes habitués au climat montagnard et aux tâches rudes s'expatriaient pour des raisons économiques.
Ils étaient logés dans des baraquements en pierre, de construction robuste, des accidents survenus sur des chantiers similaires ayant montré la trop grande fragilité d'édifices en bois. Situés sur la rive droite, immédiatement en aval du mur de retenue, on peut, aujourd'hui encore, en observer les traces.
La construction fut, malgré tout, marquée par un accident dramatique au cours du mois de mars 1939. Une tempête particulièrement violente bloque les travaux. Le 24 mars 1939, à 7 h 30, la tempête redouble, et balayés par de puissantes rafales de vent, deux bâtiments fragilisés par le poids de la neige accumulée s'effondrent. Immédiatement, les premiers secours s'organisent sur place, malgré des conditions météorologiques extrêmes. Les installations électriques ayant été endommagées, il faudra attendre le début de l'après-midi pour que les premiers secours puissent venir depuis la vallée en empruntant le téléphérique.
Durant la journée du 25 mars 1939, l'évacuation des premiers blessés commença, malgré une interruption du téléphérique due à une avalanche, et, dans la soirée, la décision d'évacuer le site fut prise par le préfet. Ce n'est que plusieurs jours plus tard, avec l'aide des skieurs de la 81e compagnie de Régiment d’Infanterie Alpine (RIA) de Montpellier, que les corps de toutes les victimes pourront être redescendus dans la vallée.
Cette catastrophe fit 31 morts, âgés de 23 à 52 ans. Tous seront enterrés dans le petit cimetière de Vicdessos. Parmi eux, 29 étaient italiens. Longtemps, la thèse de l'avalanche fut l'explication officielle. Récemment, grâce un extraordinaire travail de mémoire, la thèse de l'effondrement des baraquements causée par le poids des quantités exceptionnelles de neige tombées en quelques jours, fut privilégiée pour expliquer la catastrophe d'Izourt.
Le 31 mars 1939 à 9 h 30, en l'église Notre-Dame de Vicdessos, se déroulent les obsèques des victimes de la plus grande tragédie qu'ait connu la vallée, en présence des familles italiennes prévenues du drame. Les victimes reposent dans le cimetière de Vicdessos.
En 2002, l’association «Ricordate-Izourt», née du désir d'un groupe d’hommes et de femmes de la vallée de rendre hommage aux hommes ayant participé à l'effort de développement de cette vallée, est créée. Depuis, des journées franco-italiennes sont régulièrement organisées dans la vallée ariégeoise afin de perpétuer le devoir de mémoire.
Le 14 octobre 2012, à l'occasion de la célébration des journées d'amitié franco-italienne, fut inauguré le sentier dit du "Chemin de la Mémoire" menant au lieu de la catastrophe depuis la centrale hydroélectrique de Pradières.
En 2018 est publié le livre Izourt, une effroyable tragédie sous la plume de Gibert Galy.

## Barrage
L'ouvrage, de type poids, est construit en maçonnerie et béton cyclopéen, sur un socle granitique.
- Hauteur : 42 m
- Longueur de crête : 162 m
- Largeur de la crête : 4 m
- Largeur à la base : 30 m